# Cartago (prowincja)
Cartago – jedna z siedmiu prowincji Kostaryki, położona w środkowej części kraju. Ośrodkiem administracyjnym jest miasto Cartago (24,1 tys.). Znajdują się tu jednak nieco większe miasta: Paraíso (30,0 tys.), Aguacaliente (25,4 tys.) i Turrialba (24,7 tys.).
Prowincja Cartago graniczy na wschodzie z prowincją Limón, a na zachodzie z prowincją San José.
Prowincja Cartago obejmuje górzysty obszar. Większość ludności zamieszkuje obniżenie pomiędzy pasmami górskimi Kordyliery Środkowej (z wulkanami Irazú – 3432 m n.p.m. i Turrialba 3339 m n.p.m.) i Cordillera de Talamanca (Cerra Buenavista – 3491 m n.p.m.). Istnieją tutaj parki narodowe: Volcán Irazú, Tapantí i Chirripó.
W prowincji wydobywa się złoto, miedź, rtęć i węgiel kamienny.

## Kantony
(w nawiasach ich stolice)
1. Cartago (Cartago)
2. Paraíso (Paraíso)
3. La Unión (Tres Ríos)
4. Jiménez (Juan Viñas)
5. Turrialba (Turrialba)
6. Alvarado (Pacayas)
7. Oreamuno (San Rafael)
8. El Guarco (Tejar)